# Perilampus inimicus
Perilampus inimicus är en stekelart som beskrevs av Crawford 1910. Perilampus inimicus ingår i släktet Perilampus och familjen gropglanssteklar. Inga underarter finns listade i Catalogue of Life.